# Gran Via de les Corts Catalanes
La Gran Via de les Corts Catalanes és una de les vies més importants de la ciutat de Barcelona, que la travessa d'un costat a l'altre, amb un recorregut de més de nou quilòmetres (tretze comptant les perllongacions a l'Hospitalet i Sant Adrià), amb què és el carrer més llarg de l'Estat espanyol. La numeració de les finques arriba fins al 1198.

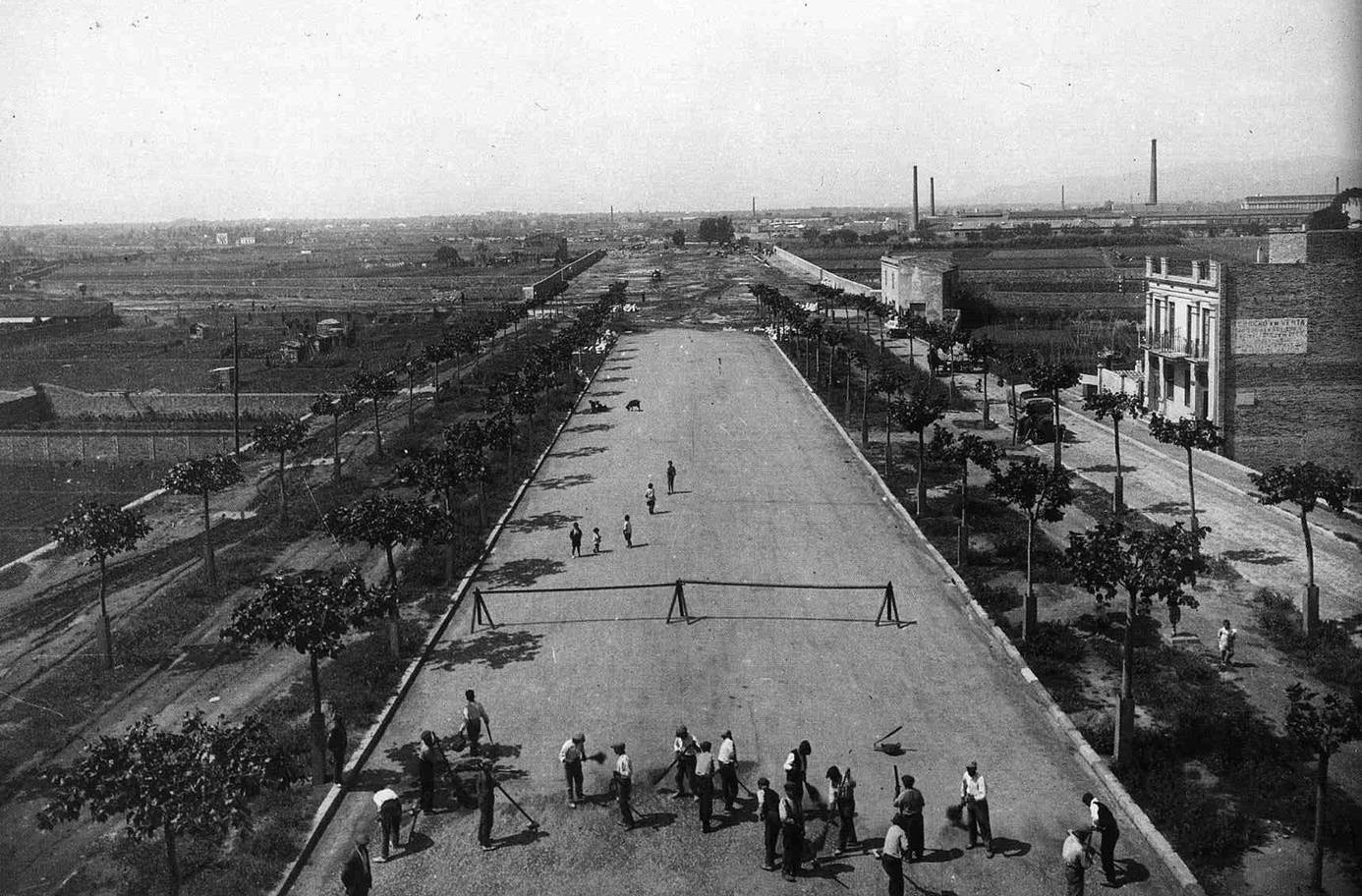
Urbanització de la Gran Via (fotografia del 1928)

Anomenada popularment Gran Via, arrenca del límit amb el municipi de l'Hospitalet de Llobregat, prop de la plaça d'Ildefons Cerdà, i acaba a l'altre extrem de Barcelona, al límit amb Sant Adrià de Besòs. Al seu recorregut travessa les places d'Espanya, de la Universitat, de Tetuan i de les Glòries Catalanes. El tram Glòries-Besòs coincideix amb el primer tram de l'autopista del Maresme que actualment es troba semicobert juntament amb un vial del Trambesòs. La línia 1 del metro discorre pel seu subsol entre la plaça d'Espanya i la plaça de la Universitat; i la línia 2 entre la plaça de la Universitat i la cruïlla amb el carrer Marina.
Per ambdós extrems es continua amb trams de la carretera C-31, a l'extrem nord a partir de la plaça de les Glòries, a partir de la qual la Gran Via es transforma en una autopista urbana, i a l'extrem sud a través de la Granvia de l'Hospitalet.
Al pla Cerdà s'anomenà Lletra N, Número 11. Un cop urbanitzada, rebé el nom de calle Cortes, que va romandre fins al 1931, any en què passà a anomenar-se Avinguda de les Corts Catalanes. Durant la dictadura franquista fou oficialment anomenada Avenida de José Antonio Primo de Rivera. El 22 de juny de 1979 rebé el nom oficial que duu avui, Gran Via de les Corts Catalanes, en què la denominació col·loquial de sempre se sintetitza amb la que duia durant la República, alhora que hom homenatja les Corts medievals i modernes del país.
Al tram que va entre Balmes i Rambla de Catalunya hi caigueren diverses bombes llançades per l'aviació italiana el 1938 durant la Guerra Civil. L'any 2001 s'hi va aixecar un monument commemoratiu que es pot veure just davant del cinema Coliseum.